# Coupeville, Washington
Coupeville är administrativ huvudort i Island County i delstaten Washington. Orten har fått namn efter sjökaptenen Thomas Coupe. Vid 2010 års folkräkning hade Coupeville 1 831 invånare.